# سباق الطرق في الألعاب الأولمبية
سباق الطرق هو واحد من حدثين لسباق الدراجات على الطرق يقامان في الألعاب الأولمبية الصيفية ، والآخر هو سباق الزمن . سباق الطرق هو ذو بداية جماعية ، تختلف عن البدايات المنفصلة لسباق الزمن. أقيم سباق الطرق للرجال لأول مرة في عام 1896 ، ولم يعقد مرة أخرى لمدة 40 عامًا ، ثم أقيم في كل دورة ألعاب صيفية منذ دورة الألعاب الأولمبية الصيفية لعام 1936 . تم التنافس على حدث السيدات لأول مرة في الألعاب الأولمبية الصيفية لعام 1984 ، حيث كان أول حدث لركوب الدراجات للسيدات (تمت إضافة أحداث المضمار في عام 1988).
تم عقد حدث الفرق ، مع استخدام نتائج الحدث الفردي لوضع الفرق ، من عام 1936 إلى عام 1956 (4 مرات).

## الحاصلون على الميداليات

### رجال
| الألعاب                       | الذهبية                                | الفضية                          | البرونزية                        |
| ----------------------------- | -------------------------------------- | ------------------------------- | -------------------------------- |
| 1896 Athens [الإنجليزية]      | أريستيديس كونستانتيندس · اليونان       | August von Gödrich · ألمانيا    | Edward Battell · بريطانيا العظمى |
| 1936 Berlin [الإنجليزية]      | روبير شاربانتييه · فرنسا               | Guy Lapébie · فرنسا             | Ernst Nievergelt · سويسرا        |
| 1948 London [الإنجليزية]      | خوسيه بيرت · فرنسا                     | Gerrit Voorting · هولندا        | Lode Wouters · بلجيكا            |
| 1952 Helsinki [الإنجليزية]    | André Noyelle · بلجيكا                 | روبرت جرونديلايرس · بلجيكا      | إيدي زيغلر · ألمانيا             |
| 1956 Melbourne [الإنجليزية]   | إركولي بالديني · إيطاليا               | Arnaud Geyre · فرنسا            | Alan Jackson · بريطانيا العظمى   |
| 1960 Rome [الإنجليزية]        | فيكتور كابيتونوف · الاتحاد السوفيتي    | Livio Trapè · إيطاليا           | Willy Vanden Berghen · بلجيكا    |
| 1964 Tokyo [الإنجليزية]       | Mario Zanin · إيطاليا                  | Kjell Rodian · الدنمارك         | والتر جوديفروت · بلجيكا          |
| 1968 Mexico City [الإنجليزية] | Pierfranco Vianelli · إيطاليا          | ليف مورتنسن · الدنمارك          | غوستا بيترسون · السويد           |
| 1972 Munich [الإنجليزية]      | هني كويبر · هولندا                     | كلايد سيفتون · أستراليا         | Not awarded                      |
| 1976 Montreal [الإنجليزية]    | برنت يوهانسون · السويد                 | جوزيبي مارتينيلي · إيطاليا      | Mieczysław Nowicki · بولندا      |
| 1980 Moscow [الإنجليزية]      | سيرجي سوخوروتشينكوف · الاتحاد السوفيتي | تشيسلاف لانغ · بولندا           | Yuri Barinov · الاتحاد السوفيتي  |
| 1984 Los Angeles [الإنجليزية] | أليكسي جريوال · الولايات المتحدة       | ستيف باور · كندا                | داغ أوتو لوريتزن · النرويج       |
| 1988 Seoul [الإنجليزية]       | أولاف لودفيغ · ألمانيا الشرقية         | Bernd Gröne · ألمانيا الغربية   | كريستيان هين · ألمانيا الغربية   |
| 1992 Barcelona [الإنجليزية]   | Fabio Casartelli · إيطاليا             | إريك ديكر · هولندا              | Dainis Ozols · لاتفيا            |
| 1996 Atlanta [الإنجليزية]     | باسكال ريتشارد · سويسرا                | رولف سورينسن · الدنمارك         | ماكس سياندري · بريطانيا العظمى   |
| 2000 Sydney [الإنجليزية]      | يان أولريش · ألمانيا                   | أليكساندر فينوكوروف · كازاخستان | أندرياس كلودن · ألمانيا          |
| 2004 Athens                   | باولو بتيني · إيطاليا                  | سيرجيو باولينيو · البرتغال      | أكسل ميركس · بلجيكا              |
| 2008 Beijing                  | صمويل سانتشيث · إسبانيا                | فابيان كانسيليرا · سويسرا       | ألكسندر كولوبنيف · روسيا         |
| 2012 London [الإنجليزية]      | أليكساندر فينوكوروف · كازاخستان        | ريغوبيرتو أوران · كولومبيا      | ألكسندر كريستوف · النرويج        |
| 2016 Rio de Janeiro           | جريج فان أفرمت · بلجيكا                | جاكوب فوجلسانج · الدنمارك       | رافال مايكا · بولندا             |

#### عدة ميداليات
| مرتبة | دراج              | الجنسية         | دورة الالعاب الاولمبية | ذهب | فضة | برونزية | مجموع |
| ----- | ----------------- | --------------- | ---------------------- | --- | --- | ------- | ----- |
| 1     | الكسندر فينوكوروف | كازاخستان (KAZ) | 2000-2012              | 1   | 1   | 0       | 2     |

#### الميداليات حسب البلد
| الترتيب | البلد                  | ذهبية | فضية | برونزية | مجموع |
| ------- | ---------------------- | ----- | ---- | ------- | ----- |
| 1       | إيطاليا (ITA)          | 5     | 2    | 0       | 7     |
| 2       | فرنسا (FRA)            | 2     | 2    | 0       | 4     |
| 3       | بلجيكا (BEL)           | 2     | 1    | 4       | 7     |
| 4       | الاتحاد السوفيتي (URS) | 2     | 0    | 1       | 3     |
| 5       | هولندا (NED)           | 1     | 2    | 0       | 3     |
| 6       | ألمانيا (GER)          | 1     | 1    | 2       | 4     |
| 7       | سويسرا (SUI)           | 1     | 1    | 1       | 3     |
| 8       | كازاخستان (KAZ)        | 1     | 1    | 0       | 2     |
| 9       | السويد (SWE)           | 1     | 0    | 1       | 2     |
| 10      | ألمانيا الشرقية (GDR)  | 1     | 0    | 0       | 1     |
| 10      | اليونان (GRE)          | 1     | 0    | 0       | 1     |
| 10      | إسبانيا (ESP)          | 1     | 0    | 0       | 1     |
| 10      | الولايات المتحدة (USA) | 1     | 0    | 0       | 1     |
| 14      | الدنمارك (DEN)         | 0     | 4    | 0       | 4     |
| 15      | بولندا (POL)           | 0     | 1    | 2       | 3     |
| 16      | ألمانيا الغربية (FRG)  | 0     | 1    | 1       | 2     |
| 17      | أستراليا (AUS)         | 0     | 1    | 0       | 1     |
| 17      | كندا (CAN)             | 0     | 1    | 0       | 1     |
| 17      | كولومبيا (COL)         | 0     | 1    | 0       | 1     |
| 17      | البرتغال (POR)         | 0     | 1    | 0       | 1     |
| 21      | بريطانيا العظمى (GBR)  | 0     | 0    | 3       | 3     |
| 22      | النرويج (NOR)          | 0     | 0    | 2       | 2     |
| 23      | لاتفيا (LAT)           | 0     | 0    | 1       | 1     |
| 23      | روسيا (RUS)            | 0     | 0    | 1       | 1     |

### سيدات
| الألعاب                       | الذهبية                              | الفضية                          | البرونزية                          |
| ----------------------------- | ------------------------------------ | ------------------------------- | ---------------------------------- |
| 1984 Los Angeles [الإنجليزية] | كوني كاربنتر-فيني · الولايات المتحدة | ريبيكا تويج · الولايات المتحدة  | ساندرا شوماخر · ألمانيا الغربية    |
| 1988 Seoul [الإنجليزية]       | مونيك نول · هولندا                   | Jutta Niehaus · ألمانيا الغربية | Laima Zilporytė · الاتحاد السوفيتي |
| 1992 Barcelona [الإنجليزية]   | كاثي وات · أستراليا                  | جيني لونغو · فرنسا              | مونيك نول · هولندا                 |
| 1996 Atlanta [الإنجليزية]     | جيني لونغو · فرنسا                   | Imelda Chiappa · إيطاليا        | كلارا هيوز · كندا                  |
| 2000 Sydney [الإنجليزية]      | ليونتين فان مورسل · هولندا           | هانكا كبفرناجيل · ألمانيا       | Diana Žiliūtė · ليتوانيا           |
| 2004 Athens                   | سارة كاريجان · أستراليا              | جوديث أرندت · ألمانيا           | أولغا سليوساريفا · روسيا           |
| 2008 Beijing                  | نيكول كوك · بريطانيا العظمى          | إيما جوهانسون · السويد          | تاتيانا جوديرزو · إيطاليا          |
| 2012 London [الإنجليزية]      | ماريان فوس · هولندا                  | ليزي ديجنان · بريطانيا العظمى   | أولغا زابيلينسكايا · روسيا         |
| 2016 Rio de Janeiro           | أنا فان دير بريغين · هولندا          | إيما جوهانسون · السويد          | إليسا ونغو بورغيني · إيطاليا       |

#### عدة ميداليات
| مرتبة | الدراج        | الجنسية      | دورة الالعاب الاولمبية | ذهب | فضة | برونزية | مجموع |
| ----- | ------------- | ------------ | ---------------------- | --- | --- | ------- | ----- |
| 1     | جيني لونغو    | فرنسا (FRA)  | 1992-1996              | 1   | 1   | 0       | 2     |
| 2     | مونيك نول     | هولندا (NED) | 1988-1992              | 1   | 0   | 1       | 2     |
| 3     | إيما جوهانسون | السويد (SWE) | 2008-2016              | 0   | 2   | 0       | 2     |

#### الميداليات حسب البلد
| مرتبة | البلد                  | ذهب | فضة | برونزية | مجموع |
| ----- | ---------------------- | --- | --- | ------- | ----- |
| 1     | هولندا (NED)           | 4   | 1   | 0       | 5     |
| 2     | أستراليا (AUS)         | 2   | 0   | 0       | 2     |
| 3     | فرنسا (FRA)            | 1   | 1   | 0       | 2     |
| 3     | بريطانيا العظمى (GBR)  | 1   | 1   | 0       | 2     |
| 3     | الولايات المتحدة (USA) | 1   | 1   | 0       | 2     |
| 6     | ألمانيا (GER)          | 0   | 2   | 0       | 2     |
| 6     | السويد (SWE)           | 0   | 2   | 0       | 2     |
| 8     | إيطاليا (ITA)          | 0   | 1   | 2       | 3     |
| 9     | ألمانيا الغربية (FRG)  | 0   | 1   | 1       | 2     |
| 10    | روسيا (RUS)            | 0   | 0   | 2       | 2     |
| 11    | كندا (CAN)             | 0   | 0   | 1       | 1     |
| 11    | ليتوانيا (LTU)         | 0   | 0   | 1       | 1     |
| 11    | الاتحاد السوفيتي (URS) | 0   | 0   | 1       | 1     |

### فرق الرجال
أقيم حدث فرق الرجال لأربع ألعاب - 1936 و 1948 و 1952 و 1956. لم تكن مسابقة منفصلة ، بل حدثًا تضمن نتائج سباق الطريق الفردي. لم يكن الفريق البلجيكي الفائز عام 1948 على دراية بوجود منافسة جماعية وغادر لندن دون الحصول على ميدالياته. بالنسبة للإصدارات الثلاث الأولى من الحدث ، تم تلخيص أوقات أسرع ثلاثة راكبي دراجات (من أصل أربعة متسابقين فرديين كحد أقصى) لكل دولة. في الإصدار الأخير في عام 1956 ، تم استخدام نظام نقطة بمكان بدلاً من ذلك. في عامي 1936 و 1948 ، تم منح الميداليات لأفضل ثلاثة راكبي دراجات لكل فريق. في عامي 1952 و 1956 ، كان جميع أعضاء الفريق - بما في ذلك الدراج الذي لم يتم احتساب نقاطه - حائزين على ميداليات.
| الألعاب                     | الذهبية                                                                        | الفضية                                                                                | البرونزية |
| --------------------------- | ------------------------------------------------------------------------------ | ------------------------------------------------------------------------------------- | --- |
| 1936 Berlin [الإنجليزية]    | فرنسا (FRA) · روبير شاربانتييه · Robert Dorgebray · Guy Lapébie                | سويسرا (SUI) · إدغار بوتشوالدير · Ernst Nievergelt · كورت أوت                         | بلجيكا (BEL) · أوغست جاريبيك · أرماند بوتزيسي · Jean-François Van Der Motte                                  |
| 1948 London [الإنجليزية]    | بلجيكا (BEL) · Lode Wouters · Leon De Lathouwer · Eugène Van Roosbroeck        | بريطانيا العظمى (GBR) · بوب ميتلاند · Gordon Thomas · Ian Scott                       | فرنسا (FRA) · خوسيه بيرت · آلان موينو · Jacques Dupont                                                       |
| 1952 Helsinki [الإنجليزية]  | بلجيكا (BEL) · André Noyelle · روبرت جرونديلايرس · لوسيان فيكتور · ريك فان لوي | إيطاليا (ITA) · دينو بروني · Vincenzo Zucconelli · جياني غيديني · برونو مونتي         | فرنسا (FRA) · جاك أنكيتيل · ألفريد تونيلو · كلود رور · رولاند بيزامات                                        |
| 1956 Melbourne [الإنجليزية] | فرنسا (FRA) · Arnaud Geyre · Maurice Moucheraud · ميشيل فيرمولين · رينيه آبادي | بريطانيا العظمى (GBR) · Alan Jackson · ستان بريتين · William Holmes · Harold Reynolds | فريق عموم ألمانيا في الألعاب الأولمبية (EUA) · Horst Tüller · غوستاف أدولف شور · Reinhold Pommer · إريك هاغن |

#### الميداليات حسب البلد
| مرتبة | البلد                                        | ذهب | فضة | برونزية | مجموع |
| ----- | -------------------------------------------- | --- | --- | ------- | ----- |
| 1     | فرنسا (FRA)                                  | 2   | 0   | 2       | 4     |
| 2     | بلجيكا (BEL)                                 | 2   | 0   | 1       | 3     |
| 3     | بريطانيا العظمى (GBR)                        | 0   | 2   | 0       | 2     |
| 4     | إيطاليا (ITA)                                | 0   | 1   | 0       | 1     |
| 4     | سويسرا (SUI)                                 | 0   | 1   | 0       | 1     |
| 6     | فريق عموم ألمانيا في الألعاب الأولمبية (EUA) | 0   | 0   | 1       | 1     |

## العاب مدمجة
أقيمت ألعاب 1906 الغير رسمية في أثينا وفي ذلك الوقت تم الاعتراف بها رسميًا كجزء من سلسلة الألعاب الأولمبية ، بهدف إقامة ألعاب في اليونان على فترات مدتها سنتان بين الألعاب الأولمبية المقامة دوليًا. ومع ذلك ، لم تؤت هذه الخطة ثمارها أبدًا وقررت اللجنة الأولمبية الدولية (IOC) لاحقًا عدم الاعتراف بهذه الألعاب كجزء من السلسلة الأولمبية الرسمية. يواصل بعض مؤرخي الرياضة التعامل مع نتائج هذه الألعاب كجزء من القانون الأولمبي.
فاز فرناند فاست بلقب عام 1906 ، مع اكتساح فرنسا للميداليات فيما احتل موريس باردونو المركز الثاني وإدموند لوجيت في المركز الثالث.
| الألعاب    | الذهبية             | الفضية                | البرونزية            |
| ---------- | ------------------- | --------------------- | -------------------- |
| أثينا 1906 | فرناند فاست · فرنسا | موريس باردونو · فرنسا | إدموند لوجيت · فرنسا |